# Поляна Сутланська
46°08′ пн. ш. 15°37′ сх. д. / 46.13° пн. ш. 15.61° сх. д.
Поляна Сутланська (хорв. Poljana Sutlanska) — населений пункт у Хорватії, у Крапинсько-Загорській жупанії у складі громади Загорська Села.

## Населення
Населення за даними перепису 2011 року становило 105 осіб.
Динаміка чисельності населення поселення:

## Клімат
Середня річна температура становить 9,87 °C, середня максимальна – 23,92 °C, а середня мінімальна – -6,34 °C. Середня річна кількість опадів – 1080 мм.
| Клімат поселення                              | Клімат поселення | Клімат поселення | Клімат поселення | Клімат поселення | Клімат поселення | Клімат поселення | Клімат поселення | Клімат поселення | Клімат поселення | Клімат поселення | Клімат поселення | Клімат поселення | Клімат поселення |
| Показник                                      | Січ.             | Лют.             | Бер.             | Квіт.            | Трав.            | Черв.            | Лип.             | Серп.            | Вер.             | Жовт.            | Лист.            | Груд.            |                  |
| Середній максимум, °C                         | 5,80             | 7,67             | 11,78            | 16,10            | 20,90            | 23,92            | 23,54            | 23,03            | 19,13            | 13,98            | 8,42             | 4,20             |                  |
| Середня температура, °C                       | −0,27            | 1,61             | 5,72             | 10,02            | 14,83            | 17,86            | 19,61            | 19,11            | 15,21            | 10,04            | 4,50             | 0,27             |                  |
| Середній мінімум, °C                          | −6,34            | −4,47            | −0,36            | 3,95             | 8,74             | 11,78            | 15,70            | 15,18            | 11,29            | 6,11             | 0,59             | −3,65            |                  |
| Норма опадів, мм                              | 49               | 53               | 70               | 77               | 93               | 132              | 107              | 110              | 109              | 105              | 100              | 75               |                  |
| Середньомісячна швидкість вітру, м/с          | 1.52             | 1.70             | 2.10             | 2.10             | 2.00             | 1.80             | 1.70             | 1.56             | 1.50             | 1.52             | 1.65             | 1.60             |                  |
| Середньомісячна сонячна радіація, кДж/м²·день | 4067             | 6770             | 10431            | 14729            | 18704            | 20545            | 21104            | 18554            | 13638            | 8406             | 4470             | 3198             |                  |
| --------------------------------------------- | ---------------- | ---------------- | ---------------- | ---------------- | ---------------- | ---------------- | ---------------- | ---------------- | ---------------- | ---------------- | ---------------- | ---------------- | ---------------- |
| Джерело:                                      |                  |                  |                  |                  |                  |                  |                  |                  |                  |                  |                  |                  |                  |